# Decese în 2018
Această pagină conține o listă de personalități care au decedat în cursul anului 2018.

## Ianuarie
- 1 ianuarie: Albino Longhi, 88 ani, jurnalist italian (n. 1929)
- 1 ianuarie: Ebrahim Nafae, 83 ani, jurnalist egiptean (n. 1934)
- 1 ianuarie: Mauro Staccioli, 80 ani, sculptor italian (n. 1937)
- 1 ianuarie: Gonzalo Adrio Barreiro, 99 ani, om politic spaniol (n. 1919)
- 2 ianuarie: Garabet Kumbetlian, 81 ani, profesor universitar român (n. 1936)
- 2 ianuarie: Tim Sweeney, 88 ani, sportiv (hurling) irlandez (n. 1930)
- 2 ianuarie: Ali Kadhim, 69 ani, fotbalist (atacant) irakian (n. 1949)
- 2 ianuarie: Ali Akbar Moinfar, 90 ani, om politic iranian (n. 1928)
- 3 ianuarie: Cosmin Dumitru Miuțe, 32 ani, scriitor român (n. 1985)
- 4 ianuarie: Aharon Appelfeld, 85 ani, scriitor evreu (n. 1932)
- 4 ianuarie: Philipp Jenninger, 85 ani, politician german, președinte al Bundestagului german (1984–1988), (n. 1932)
- 5 ianuarie: Marian Labuda, 73 ani, actor slovac (n. 1944)
- 5 ianuarie: Marina Ripa di Meana, 76 ani, scriitoare italiană (n. 1941)
- 5 ianuarie: John Watts Young, 87 ani, astronaut, ofițer de marină și aviator naval, pilot de încercare și inginer aeronautic american (n. 1930)
- 6 ianuarie: Andrei Alexandru, 66 ani, deputat român (n. 1952)
- 7 ianuarie: France Gall, 70 ani, cântăreață franceză (n. 1947)
- 8 ianuarie: George Maxwell Richards, 86 ani, politician din Trinidad și Tobago, președinte (2003–2013) (n. 1931)
- 9 ianuarie: Odvar Nordli, 90 ani, politician norvegian, prim-ministru (1976–1981) (n. 1927)
- 10 ianuarie: Ștefan Papadima, 64 ani, matematician român (n. 1953)
- 10 ianuarie: Lucky Marinescu, 83 ani, interpretă de muzică ușoară și moderatoare TV din România (n. 1934)
- 10 ianuarie: Nicolae Edroiu, 78 ani, istoric român, membru corespondent al Academiei Române (1999) (n. 1939)
- 11 ianuarie: Elisabeta Isanos, 76 ani, scriitoare română (n. 1941)
- 14 ianuarie: Dan Gurney, 86 ani, pilot american de Formula 1 (n. 1931)
- 15 ianuarie: Dolores O'Riordan, 46 ani, cântăreață irlandeză (n. 1971)
- 15 ianuarie: Ion Clipa, 64 ani, fotbalist și antrenor de fotbal moldovean (n. 1953)
- 17 ianuarie: Fedor Vidas, 94 ani,  scriitor, jurnalist, redactor și scenarist croat (n. 1924)
- 18 ianuarie: Peter Mayle, 78 ani, scriitor britanic (n. 1939)
- 19 ianuarie: Fredo Santana, 27 ani, rapper american (n. 1990)
- 19 ianuarie: Dorothy Malone, 93 ani, actriță americană de film (n. 1924)
- 19 februarie: Serghei Litvinov, 59 ani, atlet sovietic (n. 1958)
- 20 ianuarie: Paul Bocuse, 91 ani, bucătar și expert în gastronomie francez (n. 1926)
- 21 ianuarie: Tsukasa Hosaka, 80 ani, fotbalist japonez (n. 1937)
- 22 ianuarie: Ursula K. Le Guin (n. Ursula Kroeber), 88 ani, scriitoare americană de literatură SF (n. 1929)
- 23 ianuarie: Aspazia Oțel Petrescu, 94 ani, scriitoare  română, mărturisitoare a temnițelor comuniste, propusă spre canonizare în anul 2026 (n. 1923)
- 24 ianuarie: Ion D. Ion, 82 ani,  matematician român (n. 1935)
- 24 ianuarie: Attila Verestóy, 63 ani, senator român de etnie maghiară  (n. 1954)
- 25 ianuarie: Claribel Alegría, 93 ani, jurnalistă și scriitoare din Nicaragua (n. 1924)
- 25 ianuarie: Neagu Djuvara, 101 ani, istoric și diplomat român (n. 1916)
- 27 ianuarie: Ingvar Kamprad, 91 ani, om de afaceri suedez (n. 1926)
- 27 ianuarie: Uta Poreceanu-Schlandt, 81 ani, gimnastă română  (n. 1936)
- 29 ianuarie: Ion Ciubuc, 74 ani, economist și om politic din Republica Moldova, prim-ministru (1997–1999) (n. 1943)

## Februarie
- 2 februarie: Dennis Edwards, 74 ani, cântăreț de muzică soul și R&B american (The Temptations) (n. 1943)
- 2 februarie: Jon Huntsman, Sr., 80 ani, om de afaceri și filantrop american (n. 1937)
- 3 februarie: Leon „Ndugu” Chancler, 65 ani, baterist de jazz funk, percuționist, compozitor și producător muzical (n. 1952)
- 4 februarie: Etelka Barsiné Pataky, 76 ani, om politic maghiar, membru al Parlamentului European (2004–2009) (n. 1941)
- 4 februarie: Séamus Pattison, 81 ani, om politic irlandez, membru al Parlamentului European (1979–1984) (n. 1936)
- 6 februarie: Radion Cucereanu, 90 ani,  autor de manuale român (n. 1927)
- 7 februarie: John Perry Barlow, 70 ani, poet, eseist și activist politic american (n. 1947)
- 8 februarie: Marie Gruber, 62 ani, actriță germană de teatru și film (n. 1955)
- 9 februarie: John Gavin, 86 ani, actor american de film (n. 1931)
- 10 februarie: Alan R. Battersby, 92 ani, specialist în chimie organică britanic (n. 1925)
- 10 februarie: Andrei Avram, 87 ani, lingvist român (n. 1930);
- 12 februarie: Andrei Timuș, 96 ani, academician, doctor habilitat în economie, profesor universitar moldovean (n. 1921)
- 13 februarie: Florin Diacu, 59 ani,  matematician român (n. 1959)
- 13 februarie: Dobri Dobrev, 103 ani, ascet bulgar sărac (n. 1914)
- 13 februarie: Henrik, Prinț Consort al Danemarcei, 83 ani, nobil francezo-danez (n. 1934)
- 14 februarie: Zoltán Kallós, 91 ani, folclorist român de etnie maghiară (n. 1926)
- 16 februarie: Arsenie Voaideș, 67 ani, arhimandrit ortodox român (n. 1951)
- 17 februarie: Vasili Krîlov, 71 ani, biolog rus (n. 1947)
- 19 februarie: Paul Urmuzescu, 89 ani, compozitor român (n. 1928)
- 21 februarie: Billy Graham, 99 ani, pastor și evangelist creștin american (n. 1918)
- 22 februarie: Richard Edward Taylor, 88 ani, fizician american de origine canadiană, Premiul Nobel (1990) (n. 1929)
- 27 februarie: Quini, 68 ani, fotbalist spaniol (n. 1949)
- 28 februarie: Liviu Leonte, 88 ani, critic și istoric literar român (n. 1929)
- 28 februarie: Ștefan Tașnadi, 64 ani, halterofil român, laureat cu argint (1984) (n. 1953)

## Martie
- 2 martie, Jesús López Cobos, 78 ani,  dirijor spaniol (n. 1940)
- 3 martie: Traian Sabău, 77 ani, deputat român (1996-2000), (n. 1941)
- 3 martie: Renzo Franzo, 103 ani, politician italian, deputat (1948-1968), (n. 1914)
- 3 martie: Daniel Walther, 77 ani,  jurnalist și  scriitor francez de fantastique (n. 1940)
- 4 martie: Davide Astori, 31 ani, fotbalist italian (n. 1987)
- 5 martie: Hayden White, 89 ani, istoric și teoretician american (n. 1929)
- 6 martie: Lavrente Calinov, 81 ani, canoist român (n. 1936)
- 6 martie: Peter Freund, 81 ani, fizician american, evreu originar din România (n. 1936)
- 8 martie: Kate Wilhelm (Katie Gertrude Meredith), 89 ani, scriitoare americană (n. 1928)
- 9 martie: Oskar Gröning, 96 ani, subofițer SS german (n. 1921)
- 9 martie: Ion Voinescu, 88 ani, fotbalist român  (n. 1929)
- 10 martie: Hubert de Givenchy⁠(en)[traduceți], 91 ani, creator de modă francez (n. 1927)
- 11 martie: Karl Lehmann, 81 ani, cardinal, episcop catolic de Mainz (n. 1936)
- 13 martie: Geta Caragiu, 88 ani, sculptoriță română (n. 1929)
- 14 martie: Stephen Hawking, 76 ani, profesor universitar, expert stiințific în domeniul Universului și fizician teoretician englez (n. 1942)
- 14 martie: Liam O'Flynn, 72 ani, muzician irlandez (n. 1945)
- 16 martie: Ion Dogaru, 83 ani,  jurist român (n. 1935)
- 20 martie: Andrei Gheorghe, 56 ani, prezentator și realizator de emisiuni radio și televiziune din România (n. 1962)
- 21 martie: Iosif Herțea, 81 ani, etnomuzicolog, compozitor și cercetător român (n. 1936)
- 22 martie: Dariush Shayegan, 83 ani, proeminent gânditor, teoretician cultural și filosof iranian (n. 1935)
- 23 martie: Aileen Paterson, 83 ani, scriitoare și ilustratoare scoțiană (n. 1934)
- 23 martie: Philip Kerr, 62 ani, scriitor scoțian de thrillere pentru adulți (n. 1956)
- 23 martie: Seán Treacy, 94 ani, om politic irlandez, membru al Parlamentului European (1979–1984) (n. 1923)
- 24 martie: Lys Assia, 94 ani, cântăreață elvețiană, prima câștigătoare a Eurovisionului (n. 1924)
- 24 martie: Rim Banna, 51 ani, artistă de origine palestiniană (n. 1966)
- 24 martie: José Antonio Abreu, 78 ani, pianist, clavecinist, compozitor, pedagog, dirijor și economist venezuelan (n. 1939)
- 25 martie: Nicolae Tilihoi, 61 ani, fotbalist român (n. 1956)
- 27 martie: Stéphane Audran, 85 ani, actriță franceză de film și televiziune (n. 1932)
- 27 martie: Aimée Iacobescu, 71 ani, actriță română (n. 1946)
- 28 martie: Octavian Dincuță, 70 ani, fotbalist român (n. 1947)
- 31 martie: Luigi De Filippo, 87 ani, actor, regizor și dramaturg italian (n. 1930)

## Aprilie
- 1 aprilie: Justin Andrei, 84 ani, inginer geolog și geofizician român (n. 1934)
- 2 aprilie: Vsevolod Moscalenco, 89 ani, fizician moldovean (n. 1928)
- 3 aprilie: Darie Novăceanu, 80 ani, poet, traducător de limba spaniolă, scriitor și eseist român (n. 1937)
- 6 aprilie: Șerban Papacostea, 89 ani, academician, istoric român (n. 1928)
- 7 aprilie: Peter Grünberg, 78 ani, fizician german (n. 1939)
- 8 aprilie: John Miles, 74 ani, pilot englez de Formula 1 (n. 1943)
- 8 aprilie: Chuck McCann, 83 ani, actor american (n. 1934)
- 11 aprilie: Carmen Stănescu, 92 ani, actriță română de teatru și film (n. 1925)
- 12 aprilie: Valentin Munteanu, 79 ani, medic primar psihiatru român (n. 1939)
- 13 aprilie: Art Bell, 72 ani, prezentator radio și autor american (n. 1945)
- 13 aprilie: Miloš Forman, 86 ani, actor, scenarist, profesor și regizor de film ceh (n. 1932)
- 14 aprilie: Mihai Stănescu, 78 ani, caricaturist român (n. 1939)
- 15 aprilie: Augustin Crecan, 71 ani,  senator român în legislatura 1992-1996 (n. 1946)
- 15 aprilie: Stefano Zappalà, 77 ani, om politic italian (n. 1941)
- 15 aprilie: R. Lee Ermey, 74 ani, sergent american (n. 1944)
- 15 aprilie: Nicolae Mischie, 73 ani, om politic român (n. 1945).
- 16 aprilie: Florea Dumitrescu, 91 ani, demnitar comunist român (n. 1927)
- 16 aprilie: Ionela Prodan, 70 ani, interpretă română de muzică populară (n. 1947)
- 17 aprilie: Barbara Bush, soția președintelui american George H. W. Bush (n. 1925)
- 20 aprilie: Avicii, 28 ani,  DJ, remixer și producător muzical suedez (n. 1989)
- 22 aprilie: Ivan Neumîvakin, 89 ani, medic rus (n. 1928)
- 24 aprilie: Dinu C. Giurescu, 91 ani,  istoric și politician român (n. 1927)
- 24 aprilie: Călin Căliman, 82 ani, critic de film, profesor universitar și ziarist român (n. 1935)
- 26 aprilie: Yoshinobu Ishii, 79 ani,  fotbalist japonez (n. 1939)
- 28 aprilie: Ilie Gheorghe, 77 ani, actor român (n. 1940)
- 29 aprilie: Robert Mandan, 86 ani, actor american de film (n. 1932)
- 30 aprilie: Anatole Katok, 73 ani, matematician american de origine rusă (n. 1944)

## Mai
- 1 mai: Constantin Olteanu, 89 ani, general român (n. 1928)
- 4 mai: Doina Cornea, 88 ani, publicistă și disidentă anticomunistă din România (n. 1929)
- 6 mai: Ion Dodu Bălan, 88 ani, critic și istoric literar, folclorist, poet, prozator, profesor universitar român (n. 1929)
- 6 mai: Ioan Munteanu, 79 ani, medic obstetrician român (n. 1938)
- 6 mai: Jamal Naji, 63 ani, romancier iordanian  (n. 1954)
- 6 mai: Brad Steiger, 82 ani,  autor american de lucrări de ficțiune și de non-ficțiune (n. 1936)
- 7 mai: Marin Ioniță, 88 ani, scriitor român (n. 1929)
- 11 mai: Gérard Genette, 87 ani, teoretician literar francez (n. 1930)
- 13 mai: Glenn Branca, 69 ani, compozitor american (n. 1948)
- 13 mai: Margot Kidder, 69 ani, actriță canadiano-americană (n. 1948)
- 14 mai: Tom Wolfe, 88 ani, autor american (n. 1930)
- 15 mai: Cristian Țopescu, 81 ani, comentator sportiv și om politic, (n. 1937)
- 16 mai: Lucian Pintilie, 84 ani, regizor de teatru și film român (n. 1933)
- 16 mai: François Bréda, 62 ani, eseist, poet, critic literar, traducător, dramaturg, membru al Uniunii Scriitorilor din România (n. 1956)
- 17 mai: Nicole Fontaine, 76 ani, om politic francez, membru al Parlamentului European (2004-2009) (n. 1942)
- 19 mai: Vincent McEveety, 88 ani,  regizor și producător american de film și televiziune (n. 1929)
- 20 mai: Hanibal Dumitrașcu, 54 ani, psiholog român (n. 1964)
- 22 mai: Alberto Dines, 86 ani, scriitor și jurnalist brazilian (n. 1932)
- 22 mai: Mircea Malița, 91 ani, academician român, diplomat, matematician, profesor universitar și eseist (n. 1927)
- 22 mai: Cabiria Andreian Cazacu, 90 ani, matematician, profesor universitar, membru de onoare al Academiei Române (n. 1928)
- 22 mai: Philip Roth, 85 ani, romancier evreu american (n. 1933)
- 24 mai: Ileana Constantinescu, 88 ani,  cântăreață română de muzică populară (n. 1929)
- 25 mai: Hildegard-Carola Puwak, 68 ani,  deputat român în legislatura 1996-2000 și legislatura 2000-2004 (n. 1949)
- 26 mai: Alan Bean, 86 ani, astronaut american, al patrulea om care a pășit pe Lună (n. 1932)
- 26 mai: Gardner Dozois, 70 ani, scriitor și antologator american de science-fiction (n. 1947)
- 28 mai: Giuseppe Brienza, 79 ani, om politic italian (n. 1938)
- 28 mai: Serge Dassault, 93 ani, miliardar francez (n. 1925)
- 28 mai: Jens Christian Skou, 99 ani, chimist danez, laureat al Premiului Nobel (1997) (n. 1918)

## Iunie
- 2 iunie: Paul D. Boyer, 99 ani, chimist american, laureat al Premiului Nobel (1997) (n. 1918)
- 2 iunie: Ion Stăiculescu, 55 ani, pilot militar român (n. 1963)
- 2 iunie: Emil Wolf, 95 ani, fizician american (n. 1922)
- 3 iunie: Alexandru Jula, 83 ani, cântăreț și artist (n. 1934)
- 5 iunie: Karl Fritz Lauer, 80 ani, agronom german (n. 1938)
- 6 iunie: Kira Muratova, 83 ani, regizoare ucraineană născută în Republica Moldova (n. 1934)
- 7 iunie: Mina Dobzeu, 96 ani, arhimandrit român (n. 1921)
- 8 iunie: Anthony Bourdain, 61 ani, maestru bucătar și prezentator de televiziune american (n. 1956)
- 8 iunie: Tudor Emanuel Popescu, 67 ani, pictor român (n. 1951)
- 10 iunie: Livia Ana Tătaru, 90 ani, profesor și om de știință român (n. 1927)
- 11 iunie: Maria Butaciu, 78 ani, cântăreață română de muzică populară (n. 1940)
- 14 iunie: Natalia Gliga, 77 ani, interpretă de muzică populară românească (n. 1940)
- 17 iunie: Dumitru Micu, 89 ani, istoric și critic literar român contemporan (n. 1928)
- 18 iunie: Gō Katō, 80 ani, actor de film japonez (n. 1938)
- 18 iunie: XXXTentacion (Jahseh Dwayne Onfroy), 20 ani, rapper american (n. 1998)
- 19 iunie: Jimmy Wopo (Travon Smart), 21 ani, rapper american (n. 1997)
- 20 iunie: Sándor Kányádi, 89 ani, poet maghiar (n. 1929)
- 21 iunie: Gernot Nussbächer, 78 ani,  istoric, arhivar, scriitor de limba germană din România (n. 1939)
- 22 iunie: Vinnie Paul, 54 ani, baterist și producător muzical american (Pantera) (n. 1964)
- 23 iunie: Dumitru Moțpan, 78 ani, politician moldovean (n. 1940)
- 24 iunie: Ghenadie Gheorghe, 82 ani, episcop român (n. 1936)
- 25 iunie: Victor Volcinschi, 87 ani, doctor în drept, jurist, profesor și poet din Republica Moldova (n. 1931)
- 26 iunie: Yousif Seroussi, 85 ani, om de afaceri român, de origine sudaneză (n. 1933)
- 27 iunie: Joseph Jackson, 89 ani, fondatorul formației (The Jackson 5),  tatăl și managerul artistului Michael Jackson (n. 1928)
- 27 iunie: Harlan Ellison, 84 ani, scriitor și antologator american (n. 1934)
- 28 iunie: Goran Bunjevčević, 45 ani, fotbalist sârb (n. 1973)
- 30 iunie: Leonard Gavriliu, 91 ani,  psiholog, scriitor, publicist și traducător român (n. 1927)

## Iulie
- 4 iulie: Dimitrie Vatamaniuc, 97 ani, critic și istoric literar român (n. 1920)
- 5 iulie: Jean-Louis Tauran, 75 ani, cardinal francez (n. 1943)
- 5 iulie: Claude Lanzmann, 92 ani,  regizor și documentarist francez (n. 1925)
- 5 iulie: Jean-Louis Tauran, 75 ani, cardinal francez, (n. 1943)
- 6 iulie: Marina Procopie, 59 ani, actriță română de teatru și film (n. 1959)
- 8 iulie: Carlo Vanzina, 67 ani, regizor de film italian, producător și scenarist (n. 1951)
- 10 iulie: Karl Schmidt (fotbalist), 86 ani,  fotbalist internațional german (n. 1932)
- 13 iulie: Ciprian Chirvasiu, 54 ani,  poet și jurnalist român (n. 1964)
- 13 iulie: Stan Dragoti, 85 ani, regizor american de origine albaneză (n. 1932)
- 13 iulie: Corneliu Gârbea, 89 ani, actor român de teatru și film (n. 1928)
- 13 iulie: Thorvald Stoltenberg, 87 ani diplomat norvegian (n. 1931)
- 13 iulie: Hans Kronberger, 74 ani, om politic austriac membru al Parlamentului European (1999–2004) (n. 1943)
- 15 iulie: Dumitru Drăgan, 78 ani,  actor român de teatru și film (n. 1939)
- 18 iulie: Burton Richter, 87 ani, fizician american, laureat al Premiului Nobel (1976) (n. 1931)
- 19 iulie: Shinobu Hashimoto, 100 ani, scenarist, regizor și producător de film japonez (n. 1918)
- 20 iulie: Romulus Maier, 58 ani, editor, jurnalist și om de afaceri român (n. 1960)
- 21 iulie: Ilie Micolov, 68 ani, cântăreț român de muzică ușoară (n. 1950)
- 27 iulie: Paul Philippi, 94 ani, politician român (n. 1923)
- 27 iulie: Vladimir Voinovici, 85 ani, scriitor rus și fost disident sovietic (n. 1932)
- 27 iulie: George Cunningham, 87 ani, om politic britanic (n. 1931)
- 27 iulie: Julieta Strâmbeanu, 81 ani, actriță de film și de teatru și o poetă română (n. 1937)
- 29 iulie: Oliver Dragojević, 70 ani, muzician croat (n. 1947)
- 29 iulie: Tomasz Stańko, 76 ani, trompetist polonez, compozitor și improvizator (n. 1942)

## August
- 2 august: Mihai Radu Pricop, 68 ani, senator român în legislatura 2000-2004 (n. 1950)
- 2 august: Ion Stan, 62 ani,  deputat român (n. 1955)
- 5 august: Piotr Szulkin,  regizor de film și scenarist polonez (n. 1950)
- 7 august: Dumitru Fărcaș, 80 ani, taragotist român (n. 1938)
- 9 august: Ștefan Oprea (critic de teatru și film), 85 ani, dramaturg, prozator și critic de teatru și film român (n. 1932)
- 10 august: Koos Human, 86 ani,  editor, jurnalist și muzicolog sud-african (n. 1931)
- 10 august: Kin Sugai, 92 ani, actriță japoneză (n. 1926)
- 11 august: V. S. Naipaul, 85 ani, scriitor britanic (n. 1932)
- 14 august: Miron Ignat, 76 ani, politician român (n. 1946)
- 15 august: Lucia Wald, 94 ani, filolog român (n. 1923)
- 16 august: Aretha  Franklin, 76 ani, cântăreață, compozitoare și pianistă americană (n. 1942)
- 16 august: Elena Șușunova, 49 ani, gimnastă rusă (n. 1969)
- 16 august: Atal Bihari Vajpayee, 93 ani, politician indian (n. 1924)
- 18 august: Kofi Annan, 80 ani, al 7-lea Secretar General al Națiunilor Unite (n. 1938)
- 19 august: Margareta Niculescu, 92 ani, artist păpușar român (n. 1926)
- 19 august: Marius Sala, 85 ani, lingvist român (n. 1932)
- 20 august: Uri Avneri, 94 ani, jurnalist israelian (n. 1923)
- 21 august: Stefán Karl Stefánsson, 43 ani,  actor și cântăreț islandez (n. 1975)
- 24 august: Giuseppe Bacci, 97 ani,  ilustrator și pictor italian (n. 1921)
- 24 august: Rudi Rosenfeld, 77 ani,  actor român (n. 1941)
- 25 august: John McCain, 81 ani, senator american (n. 1936)
- 25 august: Noam Sheriff, 83 ani, compozitor israelian (n. 1935)
- 26 august: Neil Simon, 91 ani, dramaturg și scenarist american (n. 1927)

## Septembrie
- 3 septembrie: Dan Bălășescu, 74 ani, antrenor român de handbal (n. 1944)
- 4 septembrie: Bill Daily, 91 ani, actor american (n. 1927)
- 6 septembrie: Oleg Lobov, 80 ani, om politic rus (n. 1937)
- 6 septembrie: Burt Reynolds, 82 ani, actor și regizor american (n. 1936)
- 7 septembrie: Mac Miller, 26 ani, rapper american (n. 1992)
- 8 septembrie: Chelsi Smith, 45 ani, fotomodel american (n. 1973)
- 12 septembrie: Nicu Boboc, 85 ani,  matematician român (n. 1933)
- 13 septembrie: Marin Mazzie, 57 ani, actriță și cântăreață americană (n. 1960)
- 19 septembrie: Geta Brătescu, 92 ani, artist vizual din România (n. 1926)
- 21 septembrie: Tran Dai Quang, 61 ani, politician vietnamez (n. 1956)
- 24 septembrie: Lars Wohlin, 85 ani, om politic suedez (n. 1933)
- 26 septembrie: Ion Ficior, 90 ani, torționar român (n. 1928)
- 27 septembrie: Marty Balin, 76 ani, muzician american (n. 1942)
- 27 septembrie: Aurel Sasu, 75 ani, critic și istoric literar român (n. 1943)
- 27 septembrie: Siminică, 81 ani, artist și acrobat român (n. 1936)
- 29 septembrie: Stepan Topal, 80 ani, politician moldovean (n. 1938)
- 30 septembrie: Walter Laqueur, 97 ani, istoric și publicist american (n. 1921)

## Octombrie
- 1 octombrie: Charles Aznavour, 94 ani, cântăreț, compozitor, actor și activist public francez de origine armeană (n. 1924)
- 2 octombrie: Jamal Khashoggi, 59 ani, jurnalist saudit (n. 1958)
- 3 octombrie: Leon Max Lederman, 96 ani, fizician evreu-american (n. 1922)
- 3 octombrie: Victor Moldovan, 91 ani,  fotbalist român (n. 1927)
- 5 octombrie: Herbert Kleber, 84 ani,  psihiatru american (n. 1934)
- 6 octombrie: Montserrat Caballé, 85 ani, cântăreață spaniolă de operă (n. 1933)
- 6 octombrie: Victoria Marinova, 30 ani,  jurnalistă de investigație bulgară (n. 1988)
- 7 octombrie: Paul Cornea, 94 ani, istoric, critic și teoretician literar român  (n. 1923)
- 9 octombrie: Thomas A. Steitz, 78 ani,  biolog și biochimist american (n. 1940)
- 11 octombrie: Doug Ellis, 94 ani, om de afaceri englez (n. 1924)
- 13 octombrie: Georgeta Pitică, 88 ani, jucătoare internațională română de tenis de masă (n. 1930)
- 14 octombrie: Eduardo Arroyo, 81 ani, pictor și grafician spaniol (n. 1937)
- 14 octombrie: Milena Dravić, 78 ani, actriță sârbă de film, televiziune și de teatru (n. 1940)
- 15 octombrie: Paul Allen, 65 ani, antreprenor american, cofondator al companiei Microsoft (n. 1953)
- 15 octombrie: Arto Paasilinna, 76 ani, scriitor și jurnalist finlandez (n. 1942)
- 17 octombrie: Mandache Leocov, 89 ani, botanist român (n. 1928)
- 18 octombrie: Danny Leiner, 57 ani, regizor și scenarist american (n. 1961)
- 19 octombrie: Osamu Shimomura, 90 ani,  chimist japonez (n. 1928)
- 20 octombrie: Mihail Bălănescu, 95 ani,  inginer și fizician român (n. 1922)
- 21 octombrie: Ilie Balaci, 62 ani, jucător de fotbal român și, ulterior, antrenor (n. 1956)
- 21 octombrie: Robert Faurisson, 89 ani, profesor francez (n. 1929)
- 22 octombrie: Mariana Celac, 82 ani, arhitectă română (n. 1936)
- 23 octombrie: James Karen, 94 ani, actor american (n. 1923)
- 26 octombrie: Marin Burlea, 69 ani, senator român (n. 1949)
- 26 octombrie: György Károly, 65 ani, poet și scriitor maghiar (n. 1953)
- 26 octombrie: João W. Nery, 68 ani,  scriitor, psiholog și activist LGBT brazilian (n. 1950)
- 27 octombrie: Vasile Mihalache, 79 ani, politician român (n. 1939)
- 28 octombrie: Konstantīns Konstantinovs, 40 ani, powerlifter letonian (n. 1978)
- 29 octombrie: István Bessenyei, 63 ani,  actor, regizor și director de teatru maghiar (n. 1955)

## Noiembrie
- 2 noiembrie: Constantin Popescu (antrenor), 90 ani, handbalist și antrenor român de handbal (n. 1928)
- 5 noiembrie: Alexandru Vișinescu, 93 ani, torționar comunist român (n. 1925)
- 9 noiembrie: Dave Morgan, pilot englez de Formula 1 (n. 1944)
- 7 noiembrie: Christopher Lehmann-Haupt, 84 ani, jurnalist, redactor, critic literar și romancier american (n. 1934)
- 7 noiembrie: Hugh McDowell, 65 ani, violoncelist englez (n. 1953)
- 11 noiembrie: Shakti Gawain, 70 ani, scriitoare americană (n. 1948)
- 12 noiembrie: Stan Lee, 95 ani,  scriitor american de benzi desenate (n. 1922)
- 14 noiembrie: Fernando del Paso, 83 ani, scriitor și poet mexican (n. 1935)
- 14 noiembrie: Simona Patraulea, 87 ani, prezentatoare TV din România (n. 1931)
- 14 noiembrie: Sorin Vieru, 84 ani,  filozof și publicist român (n. 1934)
- 16 noiembrie: William Goldman, 87 ani, romancier , scenarist  și dramaturg american (n. 1931)
- 18 noiembrie: Mihnea Constantinescu, 57 ani, diplomat român (n. 1961)
- 20 noiembrie: Aaron Klug, 92 ani,  chimist britanic de origine lituaniană și de etnie evreiască, laureat Premiul Nobel (1982) (n. 1926)
- 23 noiembrie: Bujor Hălmăgeanu, 77 ani, fotbalist și antrenor român (n. 1941)
- 23 noiembrie: Nicolas Roeg, 90 ani,  regizor de film englez (n. 1928)
- 25 noiembrie: Randolph Lewis Braham, 95 ani,  istoric american de origine română (n. 1922)
- 26 noiembrie: Bernardo Bertolucci, 77 ani,  regizor și scenarist de film italian (n. 1941)
- 26 noiembrie: Stephen Hillenburg, 57 ani, animator american (n. 1961)
- 27 noiembrie: Călin Ghibu, 79 ani, actor și director de imagine de film român (n. 1939)
- 28 noiembrie: Thomas J. J. Altizer, 91 ani, teolog american (n. 1927)
- 30 noiembrie: George H. W. Bush, 94 ani, politician american cel de-al patruzeci și treilea vicepreședinte (1981 - 1989) și cel de-al patruzeci și unulea președinte al Statelor Unite ale Americii (1989 - 1993) (n. 1924)
- 30 noiembrie: Victor Gyözö Hajdu, 89 ani,  demnitar comunist român de origine maghiară (n. 1929)

## Decembrie
- 7 decembrie : Eugen Rotaru, textier, poet și scenarist român
- 9 decembrie: Riccardo Giacconi, 87 ani, fizician american (n. 1931)
- 15 decembrie: Girma Wolde-Giorgis, 93 ani,  politician etiopian, Președinte al Etiopiei, din 2001 până în 2013 (n. 1924)
- 15 decembrie: Viorel Smărandache, 65 ani, fotbalist român (n. 1953)
- 16 decembrie: Mircea Petescu, 75 ani, fotbalist, impresar și antrenor român (n. 1943)
- 17 decembrie: Penny Marshall, 75 ani, actriță, producătoare și regizoare americană (n. 1943)
- 17 decembrie: Anca Pop, 34 ani,  cântăreață română-canadiană (n. 1984)
- 18 decembrie: Valentin Ciumaș, 69 ani, fizician din Republica Moldova (n. 1949)
- 18 decembrie: Lajos Grendel, 70 ani,  scriitor maghiar (n. 1948)
- 21 decembrie: Stan Stângaciu, 76 ani, general român (n. 1942)
- 22 decembrie: Jean Bourgain, 64 ani, matematician belgian, (n. 1954)
- 24 decembrie: Eugenia Bosânceanu, 93 ani, actriță română de teatru și film (n. 1925)
- 26 decembrie: Aurel Ardelean, 79 ani, senator român (n. 1939)
- 26 decembrie: Roy Jay Glauber, 93 ani, fizician american, laureat al Premiului Nobel (2005) (n. 1925)
- 26 decembrie: Samoilă Stoica, 79 ani,  general de armată român  (n. 1939)
- 27 decembrie: Constantin Corduneanu, 90 ani, matematician român (n. 1928)
- 27 decembrie: Dan Hatmanu, 92 ani, pictor și grafician român (n. 1926)
- 28 decembrie: Peter Hill-Wood, 82 ani, om de afaceri englez (n. 1936)
- 28 decembrie: Amos Oz, 79 ani,  scriitor israelian (n. 1939)
- 30 decembrie: Edgar Hilsenrath, 92 ani, scriitor evreu-german (n. 1926)
- 30 decembrie: Constantin Vasilică, 92 ani, profesor universitar român (n. 1926)
- 31 decembrie: Mark Killilea Jr., 79 ani, om politic irlandez (n. 1939)

### Decese cu dată necunoscută
- iunie: Alexandru Mocanu, 83 ani,  activist de partid și om politic din Republica Moldova (n. 1934)
- Sveatoslav Moscalenco, 89 ani, fizician moldovean (n. 1928)
- Gica Iuteș, 92 ani, prozatoare română (n. 1925)
- Lucia Berciu, 102 ani,  profesor universitar, lingvist, translator, cercetător și autor de manuale român (n. 1916)